# Арсланов, Арслан Рашидович
Арслан Рашидович Арсланов (26 января 1989, Каякент, Каякентский район, Дагестанская АССР, РСФСР, СССР) — российский борец вольного стиля.

## Спортивная карьера
22 июня 2014 года на чемпионате России захватывающе протекала схватка за бронзовую медаль между Сабой Хубежты и Арсланом Арслановым. Опытный осетинский борец сразу же захватил инициативу и к перерыву вёл со счетом 6:0. Однако после отдыха картина на ковре полностью изменилась, и уже дагестанский вольник диктовал условия. Во втором периоде он набрал 7 безответных баллов, принесших ему успех. В 2016 году, представляя Каякент, занял второе место на чемпионате СКФО. После окончания спортивной карьеры работает тренером в спортивном клубе «Каякент».

## Спортивные результаты на крупных турнирах
- Чемпионат России по вольной борьбе 2014 — ;